# Jeanne Hébuterne
Jeanne Hébuterne (Meaux, 6 de abril de 1898-París, 26 de enero de 1920) fue una pintora y modelo francesa, musa de Amedeo Modigliani.

## Juventud y relación con Modigliani
Fue hija de Achille Casimir Hébuterne, contable en los grandes almacenes Le Bon Marché, y de Eudoxie Anaïs Tellier. Los orígenes de la familia Hébuterne se sumergen en el pequeño pueblo de Varreddes, de donde era originario su abuelo paterno. Singularmente hermosa, Jeanne conoció la comunidad artística de Montparnasse gracias a su hermano André Hébuterne, entonces pintor en ciernes. Trabó relación con algunos de los artistas bohemios del barrio y posó para Tsuguharu Foujita. Dotada de talento para el dibujo, accedió a la Académie Colarossi con el propósito de iniciar una carrera artística. Fue allí donde en marzo de 1917 conoció a Amedeo Modigliani a través de una amiga común, la escultora Chana Orloff (1888-1968), quien acudía a la Academia, como muchos otros artistas profesionales, para aprovechar la presencia de modelos en vivo. Pese a la diferencia de edad, pronto surgió el romance entre la estudiante y el carismático artista. Más adelante, ella se mudó a vivir con él pese a la oposición de su familia, estrictamente católica.
Por aquel entonces, el padre de Jeanne trabajaba como cajero en una mercería. Era un hombre cultivado, apasionado de la literatura del siglo XVII, convertido al catolicismo y de costumbres austeras, por lo que no vio con buenos ojos su relación con el pintor judío al que consideraba un depravado. A pesar de la opinión de su padre, Jeanne se instaló con Modigliani en la rue de la Grande-Chaumière, en Montparnasse (París), en el taller que les había proporcionado el marchante de arte de Modigliani, el polaco Léopold Zborowski.
En palabras del escritor Charles-Albert Cingria, Jeanne era una joven amable, tímida, tranquila y delicada, y se convirtió en el tema principal de la pintura de Modigliani. En 1918 la pareja se mudó a Niza, en la Riviera francesa, donde según el marchante de Modigliani residía una comunidad de ricos aficionados al arte que apreciarían su pintura. El 29 de noviembre de 1918, en una clínica obstétrica de Niza, donde también trataban de superar la avanzada tuberculosis de Modigliani, Jeanne trajo al mundo una niña a la que dio su mismo nombre, aunque su padre la llamaba por su nombre en italiano (Giovanna). La pequeña fue entregada al nacer a una institución, para asegurarle unos cuidados que sus padres no podían darle, pero no fue dada en adopción. Permaneció en la institución hasta la muerte de Hébuterne, momento en el que Margherita Modigliani, hermana de Amedeo, que vivía en Florencia, acogió a la pequeña Jeanne y la crio. Ya mayor, Jeanne Hébuterne Modigliani, de casada Jeanne Nechtschein, escribió una importante biografía sobre su padre titulada: Modigliani: hombre y mito.

## Muerte
El estado de salud de Modigliani no cesaba de agravarse, muriendo finalmente de meningitis tuberculosa a los treinta y seis años de edad, el 24 de enero de 1920. Totalmente deprimida por la muerte de Amedeo, mientras su hermano André cuidaba de ella durante la madrugada del 26 de enero, ante el peligro de que tomara la decisión de suicidarse y, en un descuido, mientras éste dormitaba por el sueño, Jeanne saltó por la ventana del quinto piso de su antigua habitación en el apartamento de sus padres, 8 bis, rue Amyot, en el distrito V de París, estando en el octavo mes de su segundo embarazo.
El 27 de enero Modigliani fue enterrado «como un príncipe» en el cementerio de Père-Lachaise después de que el cortejo fúnebre formado por toda la comunidad de artistas acompañara su cuerpo por las calles de París. Jeanne, en cambio, fue enterrada en secreto por sus padres en el cementerio de Bagneux. No fue hasta diez años más tarde cuando Giuseppe Emanuele Modigliani, el hermano mayor del pintor, convenció a la familia Hébuterne para trasladar los restos de Jeanne a una tumba junto a la de Amedeo. Desde 1930 reposan juntos bajo el epitafio: "Compañera devota hasta el sacrificio extremo".
Pasaron más de tres décadas hasta que un experto en arte convenció a los herederos de Hébuterne de liberar sus obras al acceso público. En octubre de 2000 sus pinturas se presentaron en una importante exposición de Modigliani celebrada en Venecia por la Fondazione Giorgio Cini.

## Galería

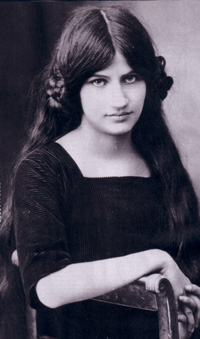
Jeanne Hébuterne.
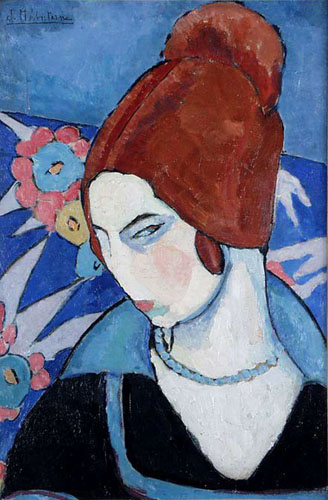
Autorretrato de 1916.
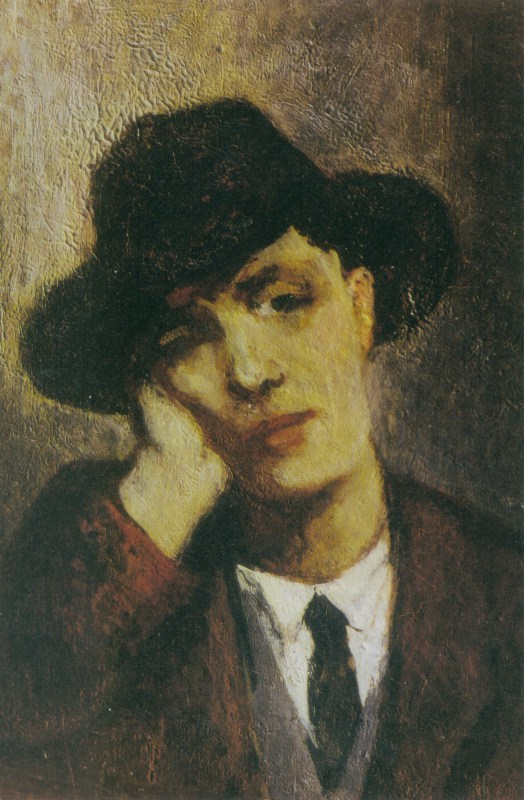
Retrato de Modigliani atribuido a Jeanne Hébuterne.
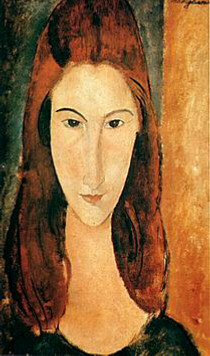
Retrato de Hébuterne por Modigliani en 1917.